# Merrimack
Merrimack (dříve Merrimac) je řeka protékající státy New Hampshire a Massachusetts na severovýchodě USA. Je dlouhá 188 km a její povodí má rozlohu 12 980 km².
Řeka vzniká soutokem zdrojnic Pemigewasset a Winnipesaukee ve městě Franklin. Hlavními přítoky jsou Suncook, Contoocook, Piscataquog, Nashua a Concord. Merrimack protéká městy Concord, Manchester, Lowell a Haverhill. Vlévá se do Mainského zálivu nedaleko Newburyportu. Řeka je zdrojem pitné vody pro zhruba 600 000 lidí.
Na břehu se nachází Nevilleovo archeologické naleziště, které bylo obydleno již před osmi tisíci lety.
Jako první Evropan prozkoumal tok řeky v roce 1605 Samuel de Champlain, tehdy okolní oblasti obývali Abenakové. V roce 1803 byl vybudován Middlesex Canal, spojující řeku s městem Boston. Oblast Merrimack Valley byla v devatenáctém století kolébkou amerického textilního průmyslu, který využíval energii řeky.
Henry David Thoreau popsal svoji plavbu po řece v roce 1839 v knize Týden na řekách Concord a Merrimack. Mandy Moore, pocházející z New Hampshiru, napsala píseň „Merrimack River“. Podle řeky bylo sedm amerických lodí pojmenováno USS Merrimack.
V květnu 2006 postihly povodí rozsáhlé záplavy.